# Ecaterina Ciorănescu-Nenițescu
Ecaterina Ciorănescu-Nenițescu (Moroieni, 1909. augusztus 15. – Bukarest, 2000. január 23.) román vegyész, egyetemi tanár, a Román Akadémia rendes tagja.

## Életpálya
Ecaterina Ciorănescu-Nenițescu 1909. augusztus 15-én ötödikként született Ion és Ecaterina (szül. Teodorescu) Ciorănescu kilenc gyermeke közül.
Családja 1922-ben Bukarestbe költözött, így ő középiskolai tanulmányait az itteni Központi Leányiskolában (Școala Centrală de Fete) végezte.
Egyetemi tanulmányait 1928-1931 között a Bukaresti Egyetem kémia tanszékén folytatta, ahol 1932-ben diplomázott. Vegyészi doktori címét 1936-ban ugyanezen egyetemen szerezte.
1936-tól tanított a Bukaresti Politehnica Egyetem kémia tanszékén. Itt, Romániában elsőként, ő vezette be a szintetikus gyógyszerek technológiája témájú tantárgyat. Az ő ez irányú kutatásai alapján készültek az ország első szintetikus gyógyszerei.
1963-tól a Román Akadémia levelező, 1974-től pedig rendes tagja volt. 1971-től a New York-i Kémiai Társaság tagja volt.
Az ugyancsak vegyész Costin D. Neniţescu-val 1956-ban kötöttek házasságot, közösen több mint harminc publikációjuk jelent meg. Ezeket házassága után is Ciorănescuként jegyezte. Gyermekük nem született, de ők nevelték Ecaterina két unakaöccsét és két unokahúgát.

## Díjak, kitüntetések
- Román Népköztársaság Állami Díja (1954)
- Munka Érdemrend (1963)
- Tudományos Érdemrend (1974)

## Válogatott publikációk
- C.D. Neniţescu, E. Ciorănescu: Durch Aluminiumchlorid katalysierte Reaktionen. XV Mitteilung. Über die Darstellung gesättigter Ketone durch Anlagerung von Säurechloriden an Olefine und Hydrierung mittels Aluminiumchlorid, 1936,(C.D. Neniţescuval)
- C.D. Neniţescu, E. Ciorănescu: Încercări pentru o nouă sinteză a  cloromicetinei, (1950)
- C.D. Neniţescu, E. Ciorănescu: Prepararea unui medicament cu acţiune tuberculostatică: p-acetilaminobenzal-tiosemicarbazona, (1950)
- C.D. Neniţescu, E. Ciorănescu: Tehnologia medicamentelor de sinteză, (1957)
- E. Ciorănescu, M. Maxim, N.Safirescu-Suciu és I.V. Niculescu: Agenţi potenţiali anticanceroşi.I. Agenţi alchilaţi în seria acidului p-aminobenzoic, (1962)
- E. Ciorănescu, D. Răileanu: Agenţi potenţiali anticanceroşi. II., (1962)